# 尼斯特劳
尼斯特劳是德国莱茵兰-普法尔茨州的一个市镇。总面积3.26平方公里，总人口905人，其中男性461人，女性444人（2011年12月31日），人口密度278人/平方公里。